# Dorlan Pabón
Dorlan Mauricio Pabón Rios (Medellín, 24 de janeiro de 1988) é um futebolista colombiano que atua como atacante. Atualmente, joga pelo Atlético Nacional.

## Carreira
Dorlan Pabón começou sua carreira jogando pelo Bajo Cauca em 2006, onde ficou até 2008, ano em que foi contratado pelo Envigado. Em 2010, acertou com o Atlético Nacional.
Em 30 de janeiro de 2014, o Valencia anunciou o empréstimo de Pabón ao São Paulo até 30 de junho de 2015.
Seu primeiro gol com a camisa Tricolor foi de pênalti contra o XV de Piracicaba, selando a vitória por 3 a 1.

## Seleção Colombiana
Estreou na Seleção Colombiana contra o Chile em partida válida pelas Eliminatórias da Copa do Mundo de 2010, na cidade de Medellín.

### Rio 2016
Ele fez parte do elenco da Seleção Colombiana de Futebol nas Olimpíadas de 2016, como um dos 3 jogadores não sub-23.

## Estatísticas
Até 31 de maio de 2014.

### São Paulo
| Clube             | Temporada         | Campeonato Nacional | Campeonato Nacional | Copa Nacional | Copa Nacional | Competição Internacional¹ | Competição Internacional¹ | Campeonato Estadual | Campeonato Estadual | Total | Total |
| Clube             | Temporada         | Jogos               | Gols                | Jogos         | Gols          | Jogos                     | Gols                      | Jogos               | Gols                | Jogos | Gols  |
| ----------------- | ----------------- | ------------------- | ------------------- | ------------- | ------------- | ------------------------- | ------------------------- | ------------------- | ------------------- | ----- | ----- |
| São Paulo         | 2014              | 7                   | 1                   | 3             | 0             | 0                         | 0                         | 8                   | 1                   | 18    | 2     |
| São Paulo         | Total             | 7                   | 1                   | 3             | 0             | 0                         | 0                         | 8                   | 1                   | 18    | 2     |
| Total na Carreira | Total na Carreira | 7                   | 1                   | 3             | 0             | 0                         | 0                         | 8                   | 1                   | 18    | 2     |

¹Em competições continentais, incluindo jogos e gols da Copa Sul-Americana.

## Títulos
Atlético Nacional
- Campeonato Colombiano: 2011,  2022-1

Monterrey
- Campeonato Mexicano: 2019 (Apertura)
- Copa México: 2017 (Apertura)
- Liga dos Campeões da CONCACAF: 2019

### Individuais
- Seleção da Copa Libertadores: 2012